# Magyarország az 1995-ös úszó-Európa-bajnokságon
Magyarország az ausztriai Bécsben megrendezett 1995-ös úszó-Európa-bajnokság egyik részt vevő nemzete volt.

## Versenyzők száma
| Sportág, szakág  | Magyar résztvevő | Magyar résztvevő | Magyar résztvevő |
| Sportág, szakág  | Férfi            | Nő               | Össz.            |
| Úszás            | 10               | 4                | 14               |
| Nyílt vízi úszás | 2                | 2                | 4                |
| Műugrás          | 0                | 3                | 3                |
| Vízilabda        | 15               | 15               | 30               |
| Szinkronúszás    | –                | 2                | 2                |
| Összesen         | 27               | 26               | 53               |

## Érmesek
| Érem  | Versenyző | Versenyszám      | Versenyszám      | Dátum         |
| ----- | --- | ---------------- | ---------------- | ------------- |
| Arany | Kovács Rita | Nyílt vízi úszás | 5 km             | augusztus 19. |
| Arany | Egerszegi Krisztina | úszás            | 400 m vegyes     | augusztus 22. |
| Arany | Egerszegi Krisztina | úszás            | 200 m hát        | augusztus 27. |
| Ezüst | Güttler Károly | úszás            | 100 m mell       | augusztus 22. |
| Ezüst | Güttler Károly | úszás            | 200 m mell       | augusztus 25. |
| Ezüst | Egerszegi Krisztina Kovács Ágnes Klocker Edit Lakos Gyöngyvér | úszás            | 4 × 100 m vegyes | augusztus 26. |
| Ezüst | Czene Attila | úszás            | 200 m vegyes     | augusztus 27. |
| Ezüst | Deutsch Tamás Güttler Károly Horváth Péter Czene Attila | úszás            | 4 × 100 m vegyes | augusztus 27. |
| Ezüst | Eke Andrea Kardos Krisztina Pápai Márta Pelle Anikó Primász Ágnes Rafael Irén Rédei Katalin Sipos Edit Stieber Mercédesz Szép Brigitta Szremkó Krisztina Tóth Gabriella Tóth Noémi Vincze Edit Zantleitner Krisztina | vízilabda        | női vízilabda    | augusztus 27. |
| Ezüst | Benedek Tibor Dala Tamás Fodor Rajmund Gyöngyösi András Kásás Tamás Kósz Zoltán Kuna Péter Märcz Tamás Monostori Attila Németh Zsolt Tóth Frank Tóth László Varga Tamás Varga I. Zsolt Vincze Balázs                 | vízilabda        | férfi vízilabda  | augusztus 27. |
| Bronz | Kovács Ágnes | úszás            | 100 m mell       | augusztus 25. |

## Úszás
Férfi
| Versenyző                                              | Versenyszám      | Előfutam | Előfutam | Előfutam | Döntő        | Döntő        |
| Versenyző                                              | Versenyszám      | Idő      | Hely.    | Össz.    | Idő          | Helyezés     |
| ------------------------------------------------------ | ---------------- | -------- | -------- | -------- | ------------ | ------------ |
| Ágh Olivér                                             | 200 m hát        | 2:05,17  | 6.       | 17.      | 2:06,00      | 16.          |
| Ágh Olivér                                             | 400 m vegyes     | 4:34,63  | 4.       | 24.      | kiesett      | kiesett      |
| Batházi István                                         | 400 m vegyes     | 4:30,18  | 5        | 18.      | kiesett      | kiesett      |
| Czene Attila                                           | 100 m gyors      | 50,64    | 3.       | 8.       | 50,70        | 7.           |
| Czene Attila                                           | 200 m gyors      | 1:50,14  | 4.       | 7.       | 1:52,33      | 8.           |
| Czene Attila                                           | 200 m vegyes     | 2:02,40  | 1.       | 1.       | 2:00,88      |              |
| Deutsch Tamás                                          | 100 m hát        | 56,56    |          | 6.       | 56,64        | 6.           |
| Deutsch Tamás                                          | 200 m hát        | 2:01,38  | 2.       | 6.       | 2:00,67      | 5.           |
| Gáspár Zsolt                                           | 50 m gyors       | 24,11    |          | 27.      | kiesett      | kiesett      |
| Güttler Károly                                         | 100 m mell       | 1:02,12  | 1.       | 2.       | 1:01,38      |              |
| Güttler Károly                                         | 200 m mell       | 2:13,93  | 1.       | 1.       | 2:12,95      |              |
| Horváth Péter                                          | 100 m pillangó   | 54,46    | 3        | 7.       | 53,51        | 5.           |
| Horváth Péter                                          | 200 m pillangó   | 2:03,70  |          | 15.      | 2:03,14      | 14.          |
| Rózsa Norbert                                          | 100 m mell       | 1:02,35  |          | 5.       | 1:01,92      | 4.           |
| Rózsa Norbert                                          | 200 m mell       | 2:15,65  | 2.       | 5.       | 2:14,09      | 4.           |
| Szabados Béla                                          | 50 m gyors       | 23,62    |          | 22.      | kiesett      | kiesett      |
| Szabados Béla                                          | 200 m gyors      | 1:50,46  |          | 10.      | 1:50,41      | 10.          |
| Szabados Béla                                          | 200 m pillangó   | 2:03,72  |          | 16.      | visszalépett | visszalépett |
| Zubor Attila                                           | 100 m gyors      | 50,79    | 4        | 10.      | 50,81        | 11.          |
| Zubor Attila                                           | 200 m vegyes     | 2:05,49  | 3.       | 10.      | 2:04,35      | 9.           |
| Zubor Attila Szabados Béla Horváth Péter Czene Attila  | 4 × 100 m gyors  | 3:23,46  | 3.       | 7.       | 3:23,86      | 8.           |
| Deutsch Tamás Rózsa Norbert Horváth Péter Czene Attila | 4 × 100 m vegyes | 3:44,08  | 1.       | 2.       | 3:40,88      |              |

Női
| Versenyző                                                     | Versenyszám      | Előfutam | Előfutam | Előfutam | Döntő   | Döntő    |
| Versenyző                                                     | Versenyszám      | Idő      | Hely.    | Össz.    | Idő     | Helyezés |
| ------------------------------------------------------------- | ---------------- | -------- | -------- | -------- | ------- | -------- |
| Egerszegi Krisztina                                           | 400 m vegyes     | 4:44,10  | 1.       | 2.       | 4:40,33 |          |
| Egerszegi Krisztina                                           | 200 m hát        | 2:09,87  | 1.       | 1.       | 2:07,24 |          |
| Kovács Ágnes                                                  | 100 m mell       | 1:11,02  | 2.       | 4.       | 1:10,77 |          |
| Klocker Edit                                                  | 200 m pillangó   | 1:02,90  |          | 13.      | 1:02,25 | 11.      |
| Lakos Gyöngyvér                                               | 50 m gyors       | 27,36    | 8.       | 39.      | kiesett | kiesett  |
| Egerszegi Krisztina Kovács Ágnes Klocker Edit Lakos Gyöngyvér | 4 × 100 m vegyes | 4:13,57  | 1.       | 1.       | 4:12,00 |          |

## Nyílt vízi úszás
Férfi
| Versenyző       | Versenyszám | Idő        | Helyezés |
| --------------- | ----------- | ---------- | -------- |
| Csendes Norbert | 5 km        | 1:01:33,20 | 15.      |
| Kassai László   | 5 km        | 1:01:53,50 | 16.      |

Női
| Versenyző       | Versenyszám | Idő        | Helyezés |
| --------------- | ----------- | ---------- | -------- |
| Kovács Rita     | 25 km       | feladta    | feladta  |
| Kovács Rita     | 5 km        | 1:00:38,30 |          |
| Szendrei Eszter | 5 km        | 1:12:45,90 | 14.      |

## Műugrás
Női
| Versenyző      | Versenyszám | Selejtező | Selejtező | Elődöntő | Elődöntő | Döntő   | Döntő    |
| Versenyző      | Versenyszám | Pont      | Hely.     | Pont     | Helyezés | Pont    | Helyezés |
| -------------- | ----------- | --------- | --------- | -------- | -------- | ------- | -------- |
| Pintér Orsolya | 3 m műugrás | 213,87    | 13.       | 403,86   | 10.      | 393,93  | 12.      |
| Székffy Nóra   | 3 m műugrás | 182,49    | 23.       | kiesett  | kiesett  | kiesett | kiesett  |
| Katona Noémi   | 10 m torony | 199,95    | 18.       |          | 17.      | kiesett | kiesett  |

## Szinkronúszás
| Versenyző                     | Versenyszám | Kötelező | Kötelező | Kűr  | Kűr  | Selejtező | Selejtező | Döntő   | Döntő   |
| Versenyző                     | Versenyszám | Pont     | Hely     | Pont | Hely | Pont      | Hely      | Pont    | Hely    |
| ----------------------------- | ----------- | -------- | -------- | ---- | ---- | --------- | --------- | ------- | ------- |
| Szále Katalin                 | Egyéni      | 78,840   | 18.      |      |      | 77,600    | 19.       | kiesett | kiesett |
| Szále Katalin Merza Krisztina | Páros       | 73,560   | 19.      |      |      | 74,880    | 18.       | kiesett | kiesett |

## Vízilabda

### Férfi
A magyar férfi vízilabda-válogatott kerete:
| Magyar nemzeti férfi vízilabdacsapat-játékoskeret | Magyar nemzeti férfi vízilabdacsapat-játékoskeret | Magyar nemzeti férfi vízilabdacsapat-játékoskeret | Magyar nemzeti férfi vízilabdacsapat-játékoskeret | Magyar nemzeti férfi vízilabdacsapat-játékoskeret | Magyar nemzeti férfi vízilabdacsapat-játékoskeret |
| #                                                 | Név                                               | Poszt                                             | Kor (1995. augusztus 18. szerint)                 | Klub                                              |                                                   |
| ------------------------------------------------- | ------------------------------------------------- | ------------------------------------------------- | ------------------------------------------------- | ------------------------------------------------- | ------------------------------------------------- |
|                                                   | Benedek Tibor                                     | M                                                 | 1972. július 12. (23 évesen)                      | Újpesti TE                                        |                                                   |
|                                                   | Dala Tamás                                        | M                                                 | 1968. június 5. (27 évesen)                       | Újpesti TE                                        |                                                   |
|                                                   | Fodor Rajmund                                     | M                                                 | 1976. február 21. (19 évesen)                     | Szeged                                            |                                                   |
|                                                   | Gyöngyösi András                                  | M                                                 | 1968. január 23. (27 évesen)                      | BVSC                                              |                                                   |
|                                                   | Kásás Tamás                                       | M                                                 | 1976. július 20. (19 évesen)                      | Újpesti TE                                        |                                                   |
|                                                   | Kósz Zoltán                                       | K                                                 | 1967. november 26. (27 évesen)                    | Vasas                                             |                                                   |
|                                                   | Kuna Péter                                        | K                                                 | 1965. július 27. (30 évesen)                      | Szentes                                           |                                                   |
|                                                   | Märcz Tamás                                       | M                                                 | 1974. július 17. (21 évesen)                      | BVSC                                              |                                                   |
|                                                   | Monostori Attila                                  | M                                                 | 1971. január 28. (24 évesen)                      | Kordax BSC                                        |                                                   |
|                                                   | Németh Zsolt                                      | M                                                 | 1970. április 15. (25 évesen)                     | BVSC                                              |                                                   |
|                                                   | Tóth Frank                                        | M                                                 | 1970. június 17. (25 évesen)                      | Vasas                                             |                                                   |
|                                                   | Tóth László                                       | M                                                 | 1968. február 9. (27 évesen)                      | Ferencváros                                       |                                                   |
|                                                   | Varga Tamás                                       | M                                                 | 1975. július 14. (20 évesen)                      | Vasas                                             |                                                   |
|                                                   | Varga I. Zsolt                                    | M                                                 | 1972. március 9. (23 évesen)                      | BVSC                                              |                                                   |
|                                                   | Vincze Balázs                                     | M                                                 | 1967. június 27. (28 évesen)                      | Újpesti TE                                        |                                                   |
| Szövetségi kapitány: Horkai György                |                                                   |                                                   |                                                   |                                                   |                                                   |

Csoportkör
B csoport
| Csapat       | M | Gy | D | V | G+ | G– | Gk  | P |
| ------------ | - | -- | - | - | -- | -- | --- | - |
| Magyarország | 2 | 2  | 0 | 0 | 31 | 5  | +26 | 4 |
| Horvátország | 2 | 1  | 0 | 1 | 31 | 13 | +18 | 2 |
| Ausztria     | 2 | 0  | 0 | 2 | 2  | 46 | –44 | 0 |

| 1995. augusztus 18. 12:00 | Magyarország                                                                          | 20–0             | Ausztria | Ernst Happel Stadion Nézőszám: 600 Játékvezetők: Galkin (orosz) Racinc (svájci) |
| 1995. augusztus 18. 12:00 | (6–0, 4–0, 5–0, 5–0)                                                                  |                  |          | Ernst Happel Stadion Nézőszám: 600 Játékvezetők: Galkin (orosz) Racinc (svájci) |
| 1995. augusztus 18. 12:00 | Gyöngyösi 5 Benedek 4 Dala 3 Märcz, Varga Zs. 2–2 Tóth F., Tóth L., Vincze, Fodor 1–1 |                  |          | Ernst Happel Stadion Nézőszám: 600 Játékvezetők: Galkin (orosz) Racinc (svájci) |
| 1995. augusztus 18. 12:00 | 0/0                                                                                   | Gól / emberelőny | 5/0      | Ernst Happel Stadion Nézőszám: 600 Játékvezetők: Galkin (orosz) Racinc (svájci) |

| 1995. augusztus 20. 17:30 | Magyarország                                                      | 11–5              | Horvátország                        | Ernst Happel Stadion Nézőszám: 600 Játékvezetők: Simons (belgium) Fjarstad (svéd) |
| 1995. augusztus 20. 17:30 | (2–2, 4–0, 3–2, 2–1)                                              |                   |                                     | Ernst Happel Stadion Nézőszám: 600 Játékvezetők: Simons (belgium) Fjarstad (svéd) |
| 1995. augusztus 20. 17:30 | Dala 3 Vincze, Benedek 2–2 Tóth F., Tóth L., Fodor, Varga Zs. 1–1 |                   | Kržić 2 Glavan, P. Bukić, Hinić 1–1 | Ernst Happel Stadion Nézőszám: 600 Játékvezetők: Simons (belgium) Fjarstad (svéd) |
| 1995. augusztus 20. 17:30 | 6/3                                                               | Gól / emberelőny  | 12/1                                | Ernst Happel Stadion Nézőszám: 600 Játékvezetők: Simons (belgium) Fjarstad (svéd) |
| 1995. augusztus 20. 17:30 | 1/1                                                               | Gól / négyméteres | 0                                   | Ernst Happel Stadion Nézőszám: 600 Játékvezetők: Simons (belgium) Fjarstad (svéd) |

Középdöntő
E csoport
| Csapat        | M | Gy | D | V | G+ | G– | Gk  | P |
| ------------- | - | -- | - | - | -- | -- | --- | - |
| Magyarország  | 3 | 3  | 0 | 0 | 45 | 30 | +15 | 6 |
| Németország   | 3 | 2  | 0 | 1 | 33 | 33 | 0   | 4 |
| Spanyolország | 3 | 1  | 0 | 2 | 36 | 29 | +7  | 2 |
| Bulgária      | 3 | 0  | 0 | 3 | 17 | 39 | –22 | 0 |

| 1995. augusztus 21. 20:00 | Magyarország                                                        | 14–7              | Bulgária                          | Ernst Happel Stadion Nézőszám: 600 Játékvezetők: Apanaszjev (orosz) Petronilli (olasz) |
| 1995. augusztus 21. 20:00 | (3–2 5–1 3–3 3–1)                                                   |                   |                                   | Ernst Happel Stadion Nézőszám: 600 Játékvezetők: Apanaszjev (orosz) Petronilli (olasz) |
| 1995. augusztus 21. 20:00 | Varga Zs. 4 Dala, Gyöngyösi 3–3 Vincze, Tóth F., Benedek, Märcz 1–1 |                   | Georgiev 3 hrisztov, Hadzsiev 2–2 | Ernst Happel Stadion Nézőszám: 600 Játékvezetők: Apanaszjev (orosz) Petronilli (olasz) |
| 1995. augusztus 21. 20:00 | 5/2                                                                 | Gól / emberelőny  | 11/5                              | Ernst Happel Stadion Nézőszám: 600 Játékvezetők: Apanaszjev (orosz) Petronilli (olasz) |
| 1995. augusztus 21. 20:00 | 1/1                                                                 | Gól / négyméteres | 0                                 | Ernst Happel Stadion Nézőszám: 600 Játékvezetők: Apanaszjev (orosz) Petronilli (olasz) |

| 1995. augusztus 22. 20:00 | Magyarország                                             | 13–11             | Spanyolország             | Ernst Happel Stadion Nézőszám: 1000 Játékvezetők: Tulga (török) Simmons (belga) |
| 1995. augusztus 22. 20:00 | (2–1, 6–4, 3–3, 2–3)                                     |                   |                           | Ernst Happel Stadion Nézőszám: 1000 Játékvezetők: Tulga (török) Simmons (belga) |
| 1995. augusztus 22. 20:00 | Benedek 4 Tóth F., Dala, Tóth L., Varga Zs. 2–2 Vincze 1 |                   | Gómez 5 Oca, Estiarte 3–3 | Ernst Happel Stadion Nézőszám: 1000 Játékvezetők: Tulga (török) Simmons (belga) |
| 1995. augusztus 22. 20:00 | 13/8                                                     | Gól / emberelőny  | 14/6                      | Ernst Happel Stadion Nézőszám: 1000 Játékvezetők: Tulga (török) Simmons (belga) |
| 1995. augusztus 22. 20:00 | 1/1                                                      | Gól / négyméteres | 1/1                       | Ernst Happel Stadion Nézőszám: 1000 Játékvezetők: Tulga (török) Simmons (belga) |

| 1995. augusztus 23. 17:00 | Magyarország                                                                | 18–12             | Németország                                                              | Ernst Happel Stadion Nézőszám: 800 Játékvezetők: Bookelmann (holland) Bervoets (holland) |
| 1995. augusztus 23. 17:00 | (4–2, 4–1, 6–4, 4–5)                                                        |                   |                                                                          | Ernst Happel Stadion Nézőszám: 800 Játékvezetők: Bookelmann (holland) Bervoets (holland) |
| 1995. augusztus 23. 17:00 | Benedek, Varga Zs. 4–4 Dala 3 Kásás, Tóth L. 2–2 Varga T., Fodor, Märcz 1–1 |                   | Reimann, Schmidt 3–3 Klingenberg, de la Peña 2–2 J. Dresel, Bukowski 1–1 | Ernst Happel Stadion Nézőszám: 800 Játékvezetők: Bookelmann (holland) Bervoets (holland) |
| 1995. augusztus 23. 17:00 | 11/7                                                                        | Gól / emberelőny  | 9/5                                                                      | Ernst Happel Stadion Nézőszám: 800 Játékvezetők: Bookelmann (holland) Bervoets (holland) |
| 1995. augusztus 23. 17:00 | 0                                                                           | Gól / négyméteres | 2/1                                                                      | Ernst Happel Stadion Nézőszám: 800 Játékvezetők: Bookelmann (holland) Bervoets (holland) |

Elődöntő
| 1995. augusztus 25. 21:00 | Magyarország         | 11–8 | Horvátország |  |
| 1995. augusztus 25. 21:00 | (4–3, 2–2, 3–1, 2–2) |      |              |  |
| 1995. augusztus 25. 21:00 |                      |      |              |  |

Döntő
| 1995. augusztus 27. 17:30 | Olaszország                                                | 10–8              | Magyarország                                                     | Ernst Happel Stadion Nézőszám: 4500 Játékvezetők: Geli (spanyol) Bookelman (holland) |
| 1995. augusztus 27. 17:30 | (3–3, 3–3, 2–1, 2–1)                                       |                   |                                                                  | Ernst Happel Stadion Nézőszám: 4500 Játékvezetők: Geli (spanyol) Bookelman (holland) |
| 1995. augusztus 27. 17:30 | Pomilio, Silipo 3–3 Ghibellini 2 Postiglione, Angelini 1–1 |                   | Tóth F., Kásás 2–2, Monostori, Varga Zs., Gyöngyösi, Benedek 1–1 | Ernst Happel Stadion Nézőszám: 4500 Játékvezetők: Geli (spanyol) Bookelman (holland) |
| 1995. augusztus 27. 17:30 | 14/6                                                       | Gól / emberelőny  | 17/7                                                             | Ernst Happel Stadion Nézőszám: 4500 Játékvezetők: Geli (spanyol) Bookelman (holland) |
| 1995. augusztus 27. 17:30 | 1/1                                                        | Gól / négyméteres | 0                                                                | Ernst Happel Stadion Nézőszám: 4500 Játékvezetők: Geli (spanyol) Bookelman (holland) |

| Csapat       | Helyezés |
| ------------ | -------- |
| Magyarország |          |

### Női
A magyar női vízilabda-válogatott kerete:
| Magyar nemzeti női vízilabdacsapat-játékoskeret | Magyar nemzeti női vízilabdacsapat-játékoskeret | Magyar nemzeti női vízilabdacsapat-játékoskeret | Magyar nemzeti női vízilabdacsapat-játékoskeret | Magyar nemzeti női vízilabdacsapat-játékoskeret | Magyar nemzeti női vízilabdacsapat-játékoskeret |
| #                                               | Név                                             | Poszt                                           | Kor (1995. augusztus 18. szerint)               | Klub                                            |                                                 |
| ----------------------------------------------- | ----------------------------------------------- | ----------------------------------------------- | ----------------------------------------------- | ----------------------------------------------- | ----------------------------------------------- |
|                                                 | Eke Andrea                                      | M                                               | 1968. március 9. (27 évesen)                    | Köln                                            |                                                 |
|                                                 | Kardos Krisztina                                | K                                               | 1975. 0. (20 évesen)                            | Dunaújvárosi VSE                                |                                                 |
|                                                 | Pápai Márta                                     | K                                               | 1978. 0. (17 évesen)                            | OSC                                             |                                                 |
|                                                 | Pelle Anikó                                     | M                                               | 1978. szeptember 28. (16 évesen)                | BVSC                                            |                                                 |
|                                                 | Primász Ágnes                                   | M                                               | 1980. március 5. (15 évesen)                    | Dunaújvárosi VSE                                |                                                 |
|                                                 | Rafael Irén                                     | M                                               | 1966. október 11. (28 évesen)                   | Bologna                                         |                                                 |
|                                                 | Rédei Katalin                                   | M                                               | 1976. április 5. (19 évesen)                    | BVSC                                            |                                                 |
|                                                 | Sipos Edit                                      | M                                               | 1975. március 2. (20 évesen)                    | Szentes                                         |                                                 |
|                                                 | Stieber Mercédesz                               | M                                               | 1974. szeptember 4. (20 évesen)                 | Szentes                                         |                                                 |
|                                                 | Szép Brigitta                                   | K                                               | 1971. május 15. (24 évesen)                     | Eger                                            |                                                 |
|                                                 | Szremkó Krisztina                               | M                                               | 1972. január 6. (23 évesen)                     | Szentes                                         |                                                 |
|                                                 | Tóth Gabriella                                  | M                                               | 1975. június 4. (20 évesen)                     | Szentes                                         |                                                 |
|                                                 | Tóth Noémi                                      | M                                               | 1976. június 7. (19 évesen)                     | Szentes                                         |                                                 |
|                                                 | Vincze Edit                                     | M                                               | 1965. október 1. (29 évesen)                    | Szentes                                         |                                                 |
|                                                 | Zantleitner Krisztina                           | M                                               | 1974. május 7. (21 évesen)                      | BVSC                                            |                                                 |
| Szövetségi kapitány: Tóth Gyula                 |                                                 |                                                 |                                                 |                                                 |                                                 |

Csoportkör
B csoport
| Csapat         | M | Gy | D | V | G+ | G– | Gk  | P |
| -------------- | - | -- | - | - | -- | -- | --- | - |
| Magyarország   | 2 | 2  | 0 | 0 | 22 | 3  | +19 | 4 |
| Nagy-Britannia | 2 | 1  | 0 | 1 | 14 | 20 | –6  | 2 |
| Csehország     | 2 | 0  | 0 | 2 | 9  | 22 | –13 | 0 |

| 1995. augusztus 18. 18:45 | Magyarország                                         | 10–1             | Csehország   | Stadthalle Nézőszám: 100 Játékvezetők: Barradas (spanyol) Drobnjak (jugoszláv) |
| 1995. augusztus 18. 18:45 | (1–0, 4–0, 3–0, 2–1)                                 |                  |              | Stadthalle Nézőszám: 100 Játékvezetők: Barradas (spanyol) Drobnjak (jugoszláv) |
| 1995. augusztus 18. 18:45 | Stieber, Tóth N. 3–3 Eke, Rédei, Rafael, Szremkó 1–1 |                  | L. Marková 1 | Stadthalle Nézőszám: 100 Játékvezetők: Barradas (spanyol) Drobnjak (jugoszláv) |
| 1995. augusztus 18. 18:45 | 9/2                                                  | Gól / emberelőny | 4/0          | Stadthalle Nézőszám: 100 Játékvezetők: Barradas (spanyol) Drobnjak (jugoszláv) |

| 1995. augusztus 19. 12:15 | Magyarország                         | 12–2              | Nagy-Britannia        | Stadthalle Nézőszám: 100 Játékvezetők: Fjarstad (svéd) Clemencon (francia) |
| 1995. augusztus 19. 12:15 | (4–1, 3–0, 3–0, 2–1)                 |                   |                       | Stadthalle Nézőszám: 100 Játékvezetők: Fjarstad (svéd) Clemencon (francia) |
| 1995. augusztus 19. 12:15 | Eke 4 Stieber, Tóth N. 3–3 Szremkó 2 |                   | Timmins, Langston 1–1 | Stadthalle Nézőszám: 100 Játékvezetők: Fjarstad (svéd) Clemencon (francia) |
| 1995. augusztus 19. 12:15 | 4/0                                  | Gól / emberelőny  | 7/3                   | Stadthalle Nézőszám: 100 Játékvezetők: Fjarstad (svéd) Clemencon (francia) |
| 1995. augusztus 19. 12:15 | 1/1                                  | Gól / négyméteres | 1/0                   | Stadthalle Nézőszám: 100 Játékvezetők: Fjarstad (svéd) Clemencon (francia) |

Középdöntő
| Csapat       | M | Gy | D | V | G+ | G– | Gk  | P |
| ------------ | - | -- | - | - | -- | -- | --- | - |
| Görögország  | 3 | 3  | 0 | 0 | 26 | 21 | +5  | 6 |
| Magyarország | 3 | 2  | 0 | 1 | 27 | 23 | +4  | 4 |
| Oroszország  | 3 | 1  | 0 | 2 | 27 | 24 | +3  | 2 |
| Németország  | 3 | 0  | 0 | 3 | 25 | 37 | –12 | 0 |

| 1995. augusztus 21. 20:00 | Görögország                                                             | 9–7 | Magyarország                          | Stadthalle Nézőszám: 300 Játékvezetők: Bohat (szlovák) Wochelmann (holland) |
| 1995. augusztus 21. 20:00 | (2–2, 2–1, 3–3, 2–1)                                                    |     |                                       | Stadthalle Nézőszám: 300 Játékvezetők: Bohat (szlovák) Wochelmann (holland) |
| 1995. augusztus 21. 20:00 | Kammenzu, Vasszu 2–2 Moraitídu, Aszilián, Karajiani, Rupaka, Nikiki 1–1 |     | Tóth N. 3 Rafael 2 Stieber, Rédei 1–1 | Stadthalle Nézőszám: 300 Játékvezetők: Bohat (szlovák) Wochelmann (holland) |

| 1995. augusztus 22. 17:00 | Magyarország                                        | 11–8             | Oroszország                                                          | Stadthalle Nézőszám: 200 Játékvezetők: Klaric (horvát) Nielsen (dán) |
| 1995. augusztus 22. 17:00 | (0–1, 3–2, 4–4, 4–1)                                |                  |                                                                      | Stadthalle Nézőszám: 200 Játékvezetők: Klaric (horvát) Nielsen (dán) |
| 1995. augusztus 22. 17:00 | Stieber 4 Eke 3 Rafael, Szremkó, Tóth N., Sipos 1–1 |                  | Kuzina, Tolkunova 2–2 Szmurova, Kolesznyikova, Tokun, Vasziljeva 1–1 | Stadthalle Nézőszám: 200 Játékvezetők: Klaric (horvát) Nielsen (dán) |
| 1995. augusztus 22. 17:00 | 8/6                                                 | Gól / emberelőny | 13/4                                                                 | Stadthalle Nézőszám: 200 Játékvezetők: Klaric (horvát) Nielsen (dán) |

| 1995. augusztus 23. 15:00 | Magyarország                                        | 9–6               | Németország                                | Stadthalle Nézőszám: 200 Játékvezetők: Klaric (horvát) Gorinov (bolgár) |
| 1995. augusztus 23. 15:00 | (3–1, 2–1, 2–2, 2–2)                                |                   |                                            | Stadthalle Nézőszám: 200 Játékvezetők: Klaric (horvát) Gorinov (bolgár) |
| 1995. augusztus 23. 15:00 | Eke 3 Szremkó 2 Rafael, Sipos, Tóth N., Stieber 1–1 |                   | Kottig 2 Dierolf, Kempen, Olek, Sieber 1–1 | Stadthalle Nézőszám: 200 Játékvezetők: Klaric (horvát) Gorinov (bolgár) |
| 1995. augusztus 23. 15:00 | 10/5                                                | Gól / emberelőny  | 8/2                                        | Stadthalle Nézőszám: 200 Játékvezetők: Klaric (horvát) Gorinov (bolgár) |
| 1995. augusztus 23. 15:00 | 1/0                                                 | Gól / négyméteres | 0                                          | Stadthalle Nézőszám: 200 Játékvezetők: Klaric (horvát) Gorinov (bolgár) |

Elődöntő
| 1995. augusztus 25. 17:00 | Magyarország              | 6–5              | Hollandia                                             | Stadthalle Nézőszám: 600 Játékvezetők: Bohat (szlovák) Klaric (horvát) |
| 1995. augusztus 25. 17:00 | (4–2, 1–2, 1–1, 0–0)      |                  |                                                       | Stadthalle Nézőszám: 600 Játékvezetők: Bohat (szlovák) Klaric (horvát) |
| 1995. augusztus 25. 17:00 | Szremkó 4 Eke, Rafael 1–1 |                  | Hiemstra, Bast, van den Berg, Nieuwenburg, Verdam 1–1 | Stadthalle Nézőszám: 600 Játékvezetők: Bohat (szlovák) Klaric (horvát) |
| 1995. augusztus 25. 17:00 | 7/2                       | Gól / emberelőny | 5/1                                                   | Stadthalle Nézőszám: 600 Játékvezetők: Bohat (szlovák) Klaric (horvát) |

Döntő
| 1995. augusztus 27. 11:30 | Olaszország                                                 | 7–5               | Magyarország               | Ernst Happel Stadion Nézőszám: 1000 Játékvezetők: Ludecke (német) Simons (belga) |
| 1995. augusztus 27. 11:30 | (2–2, 4–3, 0–0, 1–0)                                        |                   |                            | Ernst Happel Stadion Nézőszám: 1000 Játékvezetők: Ludecke (német) Simons (belga) |
| 1995. augusztus 27. 11:30 | Allucci 2 Lariuci, Di Giacinto, Consoli, Miceli, Malato 1–1 |                   | Stieber 3 Szremkó, Eke 1–1 | Ernst Happel Stadion Nézőszám: 1000 Játékvezetők: Ludecke (német) Simons (belga) |
| 1995. augusztus 27. 11:30 | 10/2                                                        | Gól / emberelőny  | 7/1                        | Ernst Happel Stadion Nézőszám: 1000 Játékvezetők: Ludecke (német) Simons (belga) |
| 1995. augusztus 27. 11:30 | 0                                                           | Gól / négyméteres | 1/1                        | Ernst Happel Stadion Nézőszám: 1000 Játékvezetők: Ludecke (német) Simons (belga) |

| Csapat       | Helyezés |
| ------------ | -------- |
| Magyarország |          |